# Robert M. Pirsig
Robert Maynard Pirsig (Mineápolis, Minesota; 6 de septiembre de 1928-South Berwick, Maine; 24 de abril de 2017) fue un escritor estadounidense, famoso por su primer libro, Zen y el arte del mantenimiento de la motocicleta: Una indagación sobre los valores (1974), donde esboza la filosofía de Pirsig sobre la metafísica de la calidad, en forma de historia principalmente autobiográfica relatando el viaje en motocicleta a través de América del Norte con su hijo, Chris. El libro sigue manteniendo su popularidad hoy en día. En 1974 recibió una Beca Guggenheim por su trabajo. Su continuación, Lila: Una indagación sobre la moral (1991), ahonda en la exploración del pensamiento de Pirsig.

## Biografía
Pirsig fue un chico con un cociente intelectual de 170 a la edad de nueve años, y avanzó varios cursos, en los cuales sufrió acoso escolar por su tartamudez, que al final le obligó a salir del colegio. Pirsig empezó a estudiar en la Universidad de Minnesota en 1943, de la que fue más tarde expulsado, y estuvo de servicio en Corea dentro del ejército de los Estados Unidos; volvió y recibió su licenciatura en letras en 1950. Luego asistió a la Universidad Hindú de Benarés en la India para explorar más a fondo la filosofía oriental. En 1954 se casó con Nancy Ann James y tuvieron un hijo, Chris, en 1956 y un segundo hijo, Theodore (Ted) en 1958.
Se ganó la vida aceptando trabajos como autónomo y enseñando inglés de primer año. Estuvo en 1960-1963 entrando y saliendo de instituciones mentales. Sufrió en esa época un colapso mental y fue tratado con una terapia de electroshock. Pirsig se divorció de Nancy en 1978, casándose más tarde con Wendy Kimball. La pareja tuvo una hija, Nell, en 1981.
Pirsig publicó poco más que sus dos obras principales y evitó ser el centro de atención. Viajó a menudo por el Atlántico en barco, vivió en varios lugares de los Estados Unidos, así como en Suecia e Inglaterra. En 1979, el primer hijo de Pirsig, Chris —el coprotagonista de Zen y el arte del mantenimiento de la motocicleta— murió apuñalado en un robo en San Francisco.